# Chobot (Strakonicei járás)
Chobot falu és önkormányzat (obec) Csehország Dél-csehországi kerületének Strakonicei járásában. Területe 2,33 km², lakosainak száma 59 (2008. 12. 31). A falu Strakonicétől mintegy 23 km-re északra, České Budějovicétől 67 km-re északnyugatra, és Prágától 79 km-re délnyugatra fekszik.
A település első írásos említése 1790-ből származik.

## Az önkormányzathoz tartozó települések
- Chobot
- Újezd u Skaličan

## Népesség
A település népessége az elmúlt években az alábbi módon változott:
| Lakosok száma | 344  | 221  | 266  | 139  | 71   | 54   | 49   | 47   | 38   | 40   |
|               | 1869 | 1890 | 1921 | 1950 | 1980 | 2001 | 2017 | 2019 | 2022 | 2024 |